# Odstrzał
Odstrzał (ang. Shoot Out) – amerykański western z 1971 roku w reżyserii Henry'ego Hathawaya. Scenariusz powstał na podstawie powieści Willa Jamesa Samotny kowboj.

## Główne role
- Gregory Peck - Clay Lomax
- Patricia Quinn - Juliana Farrell
- Robert F. Lyons - Bobby Jay Jones
- Susan Tyrrell - Alma
- Jeff Corey - Trooper
- James Gregory - Sam Foley
- Rita Gam - Emma
- Dawn Lyn - Decky
- Pepe Serna - Pepe
- John Davis Chandler - Skeeter
- Paul Fix - Brakeman
- Arthur Hunnicutt - Homer Page
- Nicolas Beauvy - Dutch Farrell

## Fabuła
Clay Lomax wychodzi z więzienia po 8 latach za napad na bank. Chce odnaleźć Sama Foleya, który go wydał. Także liczy na spotkanie z dawną miłością. Sam z kolei wysyła na niego trzech kowbojów pod wodzą Bobby'ego Jaya, którzy mają obserwować Lomaxa. Clay na dworcu dowiaduje się, że jego ukochana nie żyje i pozostawiła po sobie 8-letnią dziewczynkę, prawdopodobnie jego córkę. Clay wyrusza z nią do Foleya.